# Gran Turismo 6
Gran Turismo 6 (グランツーリスモ 6, Guran Tsūrisumo Shikkusu) é o sexto jogo principal e o décimo segundo da série de jogos de simulação de corridas Gran Turismo. Foi produzido pela Polyphony Digital e publicado pela Sony Computer Entertainment exclusivamente para PlayStation 3 em 6 de Dezembro de 2013.
O jogo oferece uma experiência tão realista das máquinas, que tornou-se o primeiro jogo eletrônico da história a receber uma certificação de Federação Internacional de Automobilismo (FIA). Para se ter uma ideia, quatro circuitos do jogo foram inspecionados por oficiais e certificados pela FIA, que os considerou recriações virtuais perfeitas e de acordo com os padrões da federação. A entidade acredita que o jogo vem desempenhando um papel importante para a atração de novos talentos e fãs para o automobilismo e resolveu dar esta certificação. Assim, a FIA e a Polyphony anunciaram planos de lançar um campeonato online oficial usando GT6 como plataforma, com o intuito de dar aos jogadores mais possibilidade de se envolver com o automobilismo profissional.
Gran Turismo 6 tem todos os modos de jogo de Gran Turismo 5, incluindo o melhorado ‘Course Maker’, e características importantes de personalização, como peças aerodinâmicas e rodas personalizadas para a maioria dos carros, e a capacidade de construir um carro totalmente personalizado.
Gran Turismo 6 recebeu geralmente críticas positivas, com os sites de análises agregadas GameRankings e Metacritic a darem as pontuações 80.83% e 81/100, respectivamente. As mecânicas da jogabilidade, os gráficos e a quantidade enorme de escolha de veículos e circuitos foram o principal foco de elogio. As críticas dirigiram-se mais à inteligência artificial e que o jogo é mais uma actualização do seu antecessor, com erros antigos, fazendo com que se pareça ultrapassado em relação a outros jogos do mesmo género.

## Jogabilidade
Gran Turismo 6 tem vários modos de jogo incluindo o modo Arcada em que o jogador compete em corridas individuais contra carros adversários controlados pelo computador, fazer um contra-relógio ou provas de drift individuais. Também é possível ter dois jogadores a correr em simultâneo, no formato de ecrã dividido; o modo Carreira, o modo principal do jogo, onde se começa no nível de principiante e vai-se adquirindo gradualmente licenças de níveis mais altos. O modo carreira conta com um novo sistema que permite progredir juntando um número pré-definido de estrelas. O modo inclui competições particulares como corridas de resistência e os mini-jogos 'Coffe Break', que consistem por exemplo em derrubar cones num estádio ou desafios ecológicos onde o jogador tenta percorrer com apenas um litro de combustível a maior distancia possível. O modo Carreira também inclui Eventos Especiais em que o jogador recebe convite para provas prestigiadas como por exemplo o Goodwood Festival of Speed.
A física existente por trás da experiência de condução foi renovada. Os pneus têm agora em conta a sua estrutura e características transitórias, a suspensão utiliza valores reais do veículo, e a aerodinâmica incorpora as formas dos carros e mudanças de orientação dos mesmos.

### Circuitos

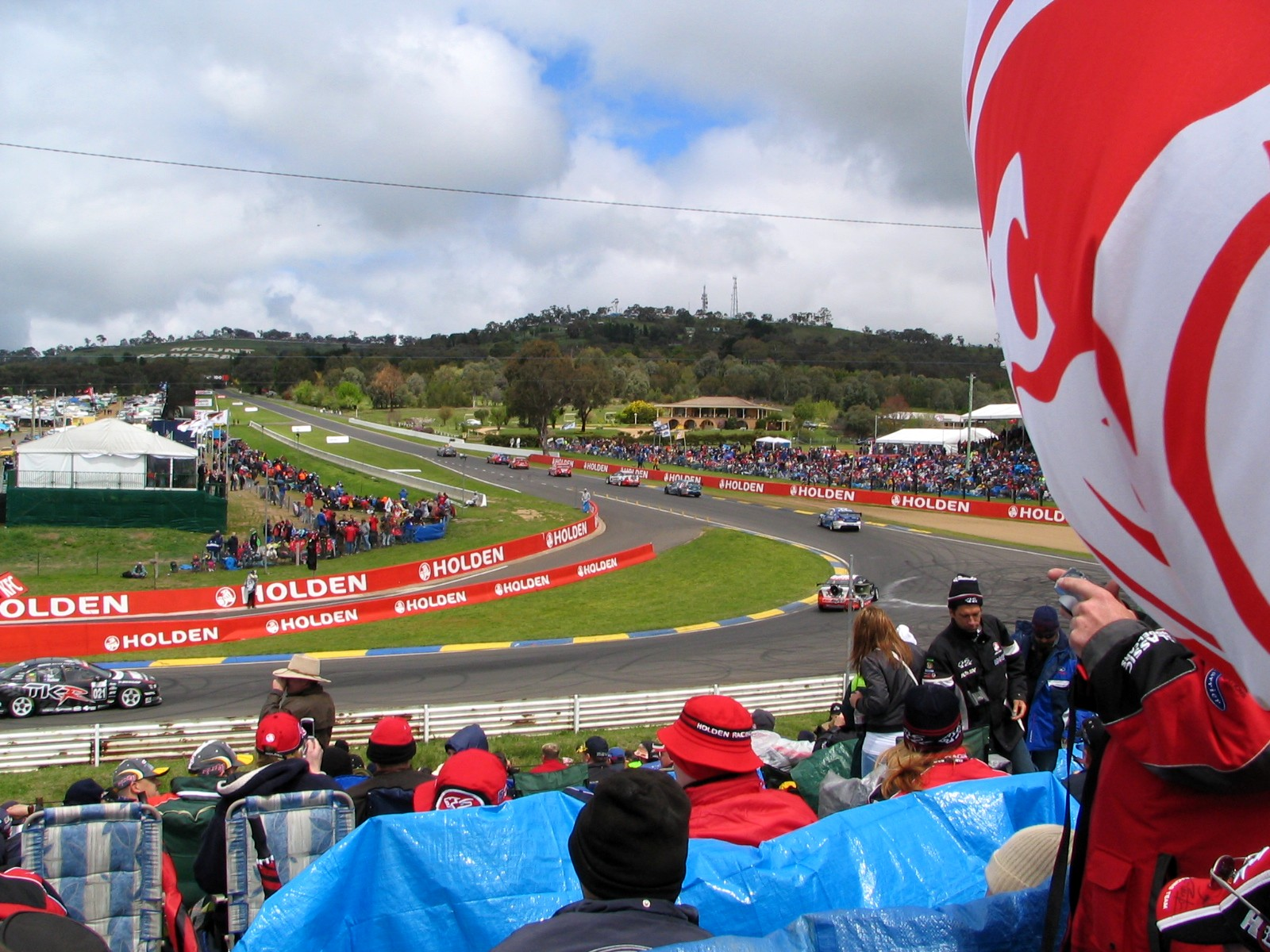
Mount Panorama na Austrália, estreia na série uma pista da Oceania.

Como no seu antecessor, em Gran Turismo 6 está incluído um modo que permite ao jogador fazer os seus próprios circuitos. O modo com o nome ‘Course Maker’ foi melhorado e ficará disponível com uma actualização e interligado com uma aplicação para smartphones. Os jogadores podem gravar com GPS um percurso que tenham feito no seu carro real e depois criar um circuito no jogo com esses dados.
Gran Turismo 6 tem um total de setenta e um circuitos desenhados a partir de trinta e sete localizações, das quais dezessete são novos enquanto que os restantes são retirados de Gran Turismo 5. Alguns dos circuitos incluídos estão por exemplo o Apricot Hill Raceway; o Gran Turismo Arena; o Gemasolar, um circuito desenhado dentro do complexo solar em Sevilha; o Willow Springs International Raceway na Califórnia; o circuito montanhoso Matterhorn na Suiça; o Goodwood Hill Climb do Goodwood Festival of Speed, Silverstone e o Brands Hatch do Reino Unido; o Ascari Race Resort em Ronda, Espanha; Nürburgring na Alemanha; e o Mount Panorama na Austrália fazendo a estreia na série de um circuito na Oceania.
Alguns circuitos incluem clima e hora do dia variáveis, como por exemplo, nas provas 24h de Le Mans, a Nürburgring 24 e o Goodwood Festival of Speed, as horas de pôr e nascer do sol estão representadas com muita precisão em Gran Turismo 6. A Polyphony detalhou o seu sistema de simulação astronómica, que mapeia a posição exacta da Lua e das estrelas com base na posição latitude/longitude do circuito (esfera celestial dinâmica). Os jogadores também podem conduzir na Lua com o Lunar Rover, numa recriação da missão lunar Apollo 15 em 1971.

### Veículos
Gran Turismo 6 contém todos os carros de Gran Turismo 5 e adiciona mais 120, numa base inicial de 1197 veículos. Como em capítulos anteriores, os carros estão divididos em diferentes categorias.
Para comemorar o 15º aniversário da série, o produtor Kazunori Yamauchi criou um projecto para Gran Turismo 6 com o nome "Vision Gran Turismo", com carros conceptuais desenhados por várias companhias, incluindo marcas desportivas como Air Jordan e Nike, ou empresas de design automóvel como a Zagato. Foi revelado a 17 de Novembro de 2013 o primeiro carro GT Vision, o "Mercedes Benz AMG Vision Gran Turismo", desenvolvido pelo Centro de Pesquisa e Desenvolvimento da Mercedes-Benz em Sunnyvale, na Califórnia. Os protótipos serão periodicamente adicionados ao jogo através de actualizações online.

## Desenvolvimento
Em Novembro de 2011, Kazunori Yamauchi, criador da série, numa entrevista à IGN disse que ele e a sua equipa na Polyphony Digital , estavam a trabalhar em Gran Turismo 6. Em Março de 2012, foram vistos trabalhadores em Mount Panorama, Nova Gales do Sul, Austrália, a fotografar o circuito. Os trabalhadores disseram que Mount Panorama seria incluído em Gran Turismo 6.
Em Fevereiro de 2013, o vice-presidente da Sony Computer Entertainment Europe Michael Denny, disse que Gran Turismo 6 será um jogo PlayStation 3, apesar do anúncio recente da PlayStation 4. Em Abril de 2013, dois retalhistas online, Newegg.com e Multiplayer.com começaram a aceitar reservas para Gran Turismo 6, com ambos a apresentar 28 de Novembro de 2013 como data de lançamento.
Gran Turismo 6 foi anunciado a 15 de Maio de 2013, quando a Sony Computer Entertainment Europe organizou um evento de celebração do 15º aniversário da série Gran Turismo no Circuito de Silverstone no Reino Unido. Kazunori Yamauchi disse no anúncio oficial que Gran Turismo 6 terá 71 desenhos de 33 circuitos, 1200 carros, um novo motor de renderização que contém uma tesselação adaptada, e um menu mais simples com tempos de carregamento mais rápidos. A Sony confirmou que uma demonstração de Gran Turismo 6 estaria disponível em Julho de 2013.
Depois do anúncio oficial, Yamauchi admitiu que uma versão para PlayStation 4 de Gran Turismo 6 está a ser estudada pela Polyphony como uma versão de próxima geração "em mente".
Em Julho de 2013 os produtores do jogo confirmaram que a uma pista numa colina do Goodwood Festival of Speed estará incluída no jogo. A pista de 1.6 milhas que atravessa os terrenos da família Earl of March, é a anfitriã do evento Festival of Speed que recebe corredores e veículos da Fórmula 1, Moto GP, e World Rally Championship bem como muitos outros de várias idades e aspectos do mundo do desporto motorizado. Isto deu aos produtores do jogo a ideia base para a pista devido à enorme variedade de veículos que sobem a colina em frente de 185,000 espectadores. Yamauchi disse "Sempre fui um admirador do Festival of Speed e o que Lorde March conseguiu, amo a enorme variedade de carros que ali estão à mostra  – desde os caríssimos sem preço, raros e exóticos, até ao ultimo familiar e cheio de carros de corrida – Amo o desafio de subir a colina (Hill Climb) e a pista de rally. Goodwood representa todos os tipos de desporto motorizado e que espelha bem o que queremos fazer com Gran Turismo e portanto é uma parceria muito especial e importante. Não existe melhor feedback do que aquele dado pelos fãs de Goodwood para sabermos se estamos a fazer o correcto com Gran Turismo 6!" Durante o Festival foi disponibilizada uma demonstração de Gran Turismo 6, para dar aos espectadores a possibilidade de bater o recorde da pista de 41.6s, conseguido por Nick Heidfeld num carro de Formula 1 em 1999.
Em Agosto de 2013 na Gamescom, foi revelado que a Brands Hatch estaria presente em Gran Turismo, e que a pista Apricot Hill Raceway, que não apareceu no jogo anterior, regressava de novo à série. Carros como o Pagani Huayra, Fisker Karma, Chevrolet Corvette (C7) e o BMW Z8 foram anunciados, assim como o Aston Martin One-77, Audi R18, KTM X-Bow e o Lunar Roving Vehicle de 1971. O DeltaWing foi originalmente anunciado para o jogo, mas foi retirado temporariamente devido a questões legais. No entanto, alguns dias antes do lançamento, foi confirmado que o veículo estava incluído na versão final do jogo com duas pinturas: DeltaWing 2013 e DeltaWing patrocinado pela Nissan no LeMans 2012.
Foi anunciada uma parceria com o Instituto Ayrton Senna, que inclui no jogo conteúdo referente ao piloto.
Foi confirmado pela Sony que Gran Turismo 6 é o primeiro jogo da série a incluir micro-transacções.

## Lançamento

### Bónus pré-reserva
Os jogadores que fizerem a pré-reserva do jogo digitalmente recebem gratuitamente o pacote Precision (cinco veículos adicionais). A Sony também confirmou para pré-reserva digital a edição ″Gran Turismo 6 Special Edition″ que inclui vinte carros adicionais (pacotes Torque, Performance, Adrenaline e Velocity), avatares para a PlayStation Network, tintas para pintar os carros, capacetes e equipamento de corrida.

### Edição Especial
A Sony anunciou o "Gran Turismo 6 - Edição de Aniversário" para vender a retalho. A edição para além do jogo inclui uma caixa Steelbook Especial de “Edição de Aniversário” desenhada pela Polyphony, 1 milhão de créditos de jogo, 20 carros com um esquema de pintura especial "Edição de Aniversário" e melhoramentos de desempenho, pinturas, fatos de corrida, capacetes e avatares para a PlayStation Network personalizados.

## Recepção

### Críticas Profissionais
Gran Turismo 6 recebeu geralmente críticas positivas, com os sites de análises agregadas GameRankings e Metacritic a darem as pontuações 80.83% e 81/100, respectivamente. As mecânicas da jogabilidade, os gráficos e a quantidade enorme de escolha de veículos e circuitos foram o principal foco de elogio. As críticas dirigiram-se mais à inteligência artificial e que o jogo é mais uma actualização do seu antecessor fazendo com que se pareça ultrapassado em relação a outros jogos do mesmo género.
As mecânicas de Gran Turismo 6 foram muito aclamadas com Luke Reilly da IGN a dizer que as "dinâmicas de condução são fantásticas" e Joseph Barron da GameSpot a dizer que o jogo tem "as melhores físicas de condução nas consolas". Justin Towell da GamesRadar diz que "conduzir um carro em GT6 sente-se como nenhum outro jogo de corrida no mercado, e eu adoro isso." e a Edge diz que "a Polyphony produziu um modelo de física e condução que é incomparável com qualquer outro jogo de corrida."
Também elogiado, foi a quantidade de veículos, circuitos e eventos que o jogador dispõe. Joseph Barron diz que um dos pontos fortes do jogo é o vasto número de veículos personalizáveis, circuitos e eventos existentes no jogo e que a maior parte dos carros são extremamente detalhados. A IGN teve uma opinião não muito favorável dizendo que Gran Turismo 6 "focou-se mais na quantidade de carros em vez na qualidade" mas no que toca a circuitos o jogo "assassina tudo o que há por ai [...] a melhor gama de circuitos para um videogame de corrida que já joguei." A GamesRadar refere que o jogo tem "uma quantidade louca de conteúdo de alta qualidade". Hugo Duarte da Gamereactor diz que Gran Turismo 6 tem "o conjunto de veículos e pistas mais completo de qualquer simulador."
A inteligência artificial foi no geral criticada com Stefan L. do The Sixthasis a referir que "os condutores IA continuam a ser muito aborrecidos de ultrapassar e as corridas muitas vezes a parecerem-se todas similares." A GameSpot chamou à IA "previsível e robótica" e que se "comportam mais como carros automáticos que pilotos reais" fazendo com que "competir contra a AI é mais parecido com uma corrida de obstáculos do que um evento de desporto motorizado." Leon Hurley da edição britânica da Official PlayStation Magazine refere que a IA já é provavelmente considerada como uma herança da série e que já viu "mais agitação e dinamismo em linhas de montagem automatizadas de fábricas" do que nas corridas do jogo. A Edge diz que os condutores IA de Gran Turismo 6 "sofrem de uma perene falta de personalidade, a darem volta aos circuitos numa linha previsível e funcionando mais como chicanes móveis do que competição." Sam White da Videogamer afirma que a IA "estende-se desde o razoável para sem vida, raramente injectando entusiasmo nas corridas." Hugo Duarte também partilha da mesma opinião ao dizer que a IA prejudica bastante a imersão no jogo, com os rivais a apresentar um "comportamento demasiado mecânico e permissivo."
O som e o sistema de danos também foram criticados com a GameSpot a dizer que "os super carros ainda soam a cortadores de relva e secadores de cabelo" e que "colisões a 100mph causam apenas pequenas amolgadelas e arranhões, e não têm impacto nenhum no desempenho do carro e na sua jogabiliade." A Gamereactor diz que os "danos continuam a apresentar-se muito primários" com "um impacto visual muito básico" e que o sons dos veículos são "demasiado fracos, por vezes apresentando até falhas e ausências temporárias de áudio". A IGN afirma que "o sistema de danos não castiga os erros" e que o som "continua a ser um grande problema [...] é desanimador entrar num carro favorito à espera de um rosnado de alta rotação e no fim obter um zumbido suave digital e fraco."
Gran Turismo 6 também foi em parte criticado por ser muito parecido com o seu antecessor e por vezes ultrapassado. Ray Carsillo da Electronic Gaming Monthly diz que apesar da base GT clássica se manter intacta "GT6 parece um esforço feito à pressa, e que muitos dos problemas de GT5 mantêm-se" e que o jogo assemelha-se mais a "uma cópia polida de Gran Turismo 5 do que uma verdadeira sequela." A Videogamer diz que Gran Turismo 6 é mais "uma expansão do que uma evolução" que se sente arcaico e ultrapassado e "teimoso para se adaptar à modernidade." Leon Hurley diz que a série continua a ignorar problemas de longa data que permanecem na lista de coisas a fazer. A Gamereactor diz que Gran Turismo 6 "é um jogo ultrapassado em muitas vertentes, que ignora por completo vários dos avanços nos campos da tecnologia e da jogabilidade." A IGN diz que os problemas do jogo são os mesmos que a série carrega desde 1997, e Barron também é da mesma opinião ao dizer que o jogo até começa bem mas "assim que o tutorial termina, a Polyphony Digital volta de novo para 15 anos de maus hábitos horríveis" e que "apesar das promessas de melhoria, Gran Turismo 6 é muito igual aos antigos jogos GT [...] antiquado quando comparado com os rivais"

### Vendas
De acordo com o Chart-Track, as vendas de Gran Turismo 6 no Reino Unido durante a primeira semana foram cerca de cinco vezes inferiores que as de Gran Turismo 5. Em Janeiro de 2014, a Sony anunciou que vendeu 100 mil unidades de Gran Turismo 6 entre Portugal e Espanha desde o seu lançamento.
No Brasil, o jogo acabou por tornar-se o mais vendido entre os jogos de corrida no ano de 2013 e o segundo entre todos os gêneros de jogos eletrônicos no mês de dezembro.

## Ligações Externas
- «Página oficial»
- GT Arena
- GT Academy
- Clube Gran Turismo (Facebook)